# Dolinka Garajowa

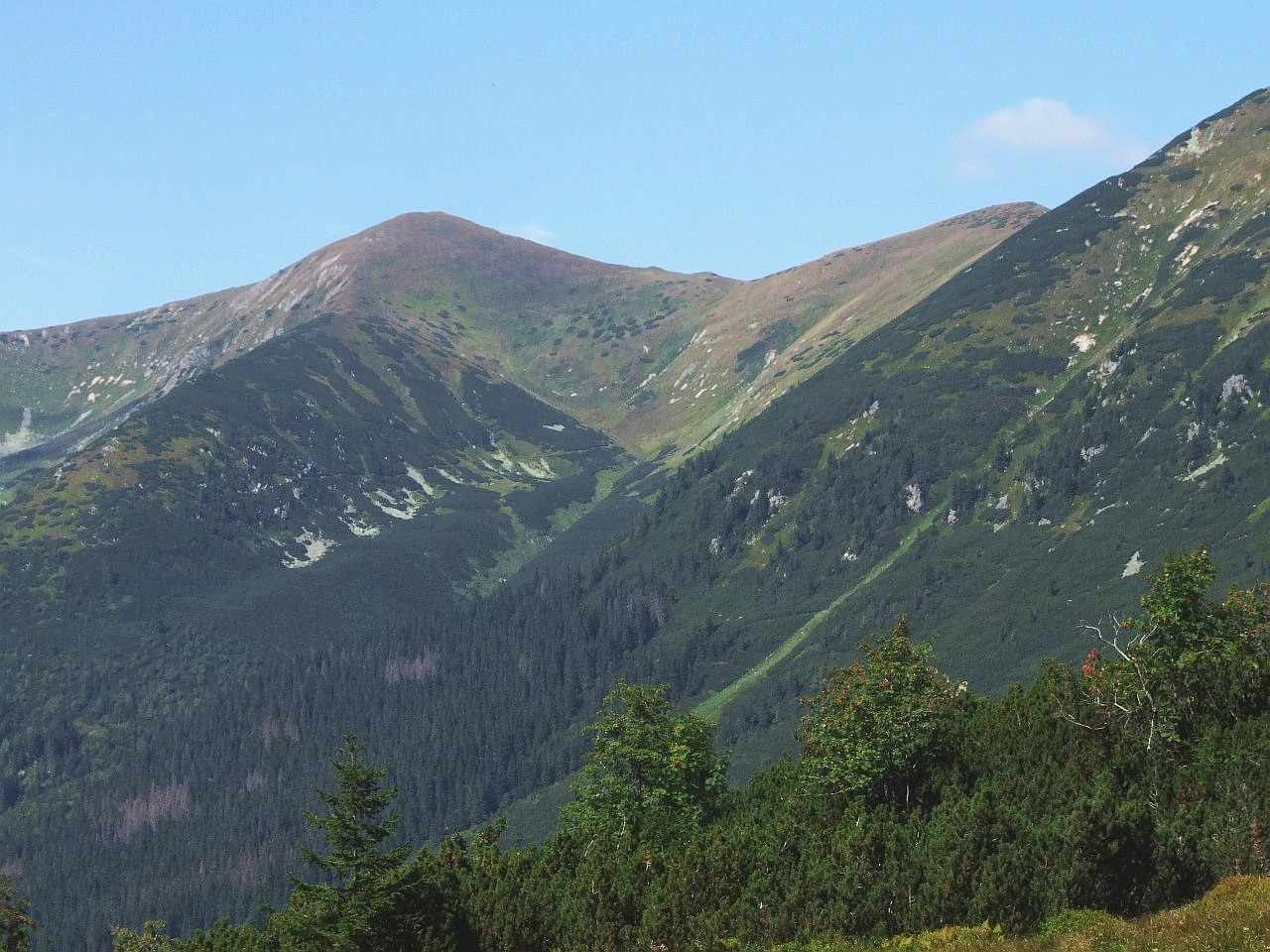
Dolinka Garajowa, widok z Doliny Hlińskiej

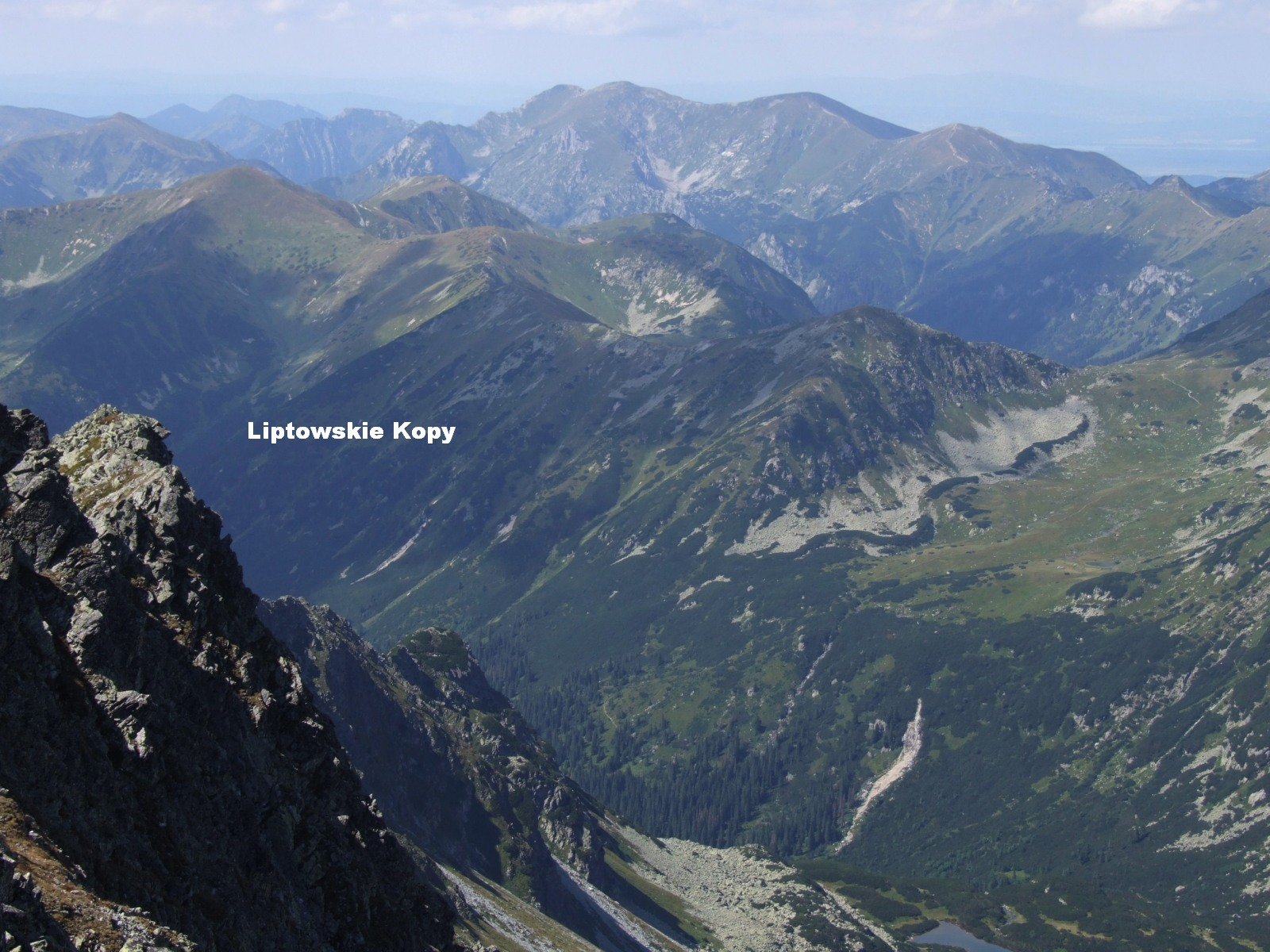
Dolinka Garajowa na lewo powyżej napisu

Dolinka Garajowa (słow. Garajova dolina) – niewielka dolinka położona na terenie Słowacji w Tatrach Wysokich, na północ od Dolinki Turkowej (Turkova dolina). Obydwie te dolinki są bocznymi, orograficznie prawymi odgałęzieniami Doliny Koprowej (Kôprová dolina).
Dolinka Garajowa ma długość około 1,5 km i wcina się we wschodnie stoki Kop Liptowskich. Górą podchodzi pod ich główną grań na odcinku od Zadniej Garajowej Kopy po Wielką Kopę Koprową. Orograficznie lewe jej ograniczenie tworzy południowe ramię Zadniej Garajowej Kopy, z lewej strony ogranicza ją południowo-wschodnie ramię Wielkiej Kopy Koprowej zwane Kudłatą Grańką.
Większą część doliny porasta las i kosodrzewina. Trawiaste tereny w najwyższej części doliny powstały w wyniku kilkuwiekowego pasterstwa. Od 1949 r. Kopy Liptowskie są obszarem ochrony ścisłej. Wyniszczoną przez pasterzy kosodrzewinę Tatrzański Park Narodowy niezbyt intensywnie zrekultywował w wyniku nasadzeń.
Górna część doliny, pod granią Liptowskich Kop jest kotłem lodowcowym powstałym podczas ostatniego zlodowacenia. Przez dolinę płynie potok Garajowa Woda (Garajova voda), dopływ Koprowej Wody (Kôprovský potok). Zimą Dolinką Garajową schodzą do Doliny Koprowej duże lawiny.
Dolinkę Garajową przecinają 3 ścieżki na różnych wysokościach. Najwyżej, trawiastym terenem biegnie Wschodnia Obwodnica, niżej Leśna Obwodnica. Ścieżki te wykonane zostały dla potrzeb myśliwych ponad 100 lat temu. Jak solidnie, świadczy o tym fakt, że do tej pory nie widać na nich zrębu czasu. Z racji położenia w granicach rezerwatu przyrody i braku znakowanych tras turystycznych wstęp do doliny jest zabroniony i na ścieżkach tych ludzie bywają bardzo rzadko. U wylotu Dolinki Garajowej, na dnie Doliny Koprowej, zaraz na północ od mostu na Koprowej Wodzie, znajduje się obecnie już niemal całkowicie zalesiona Garajowa Polana (dotąd dojechać można rowerem).

## Przypisy

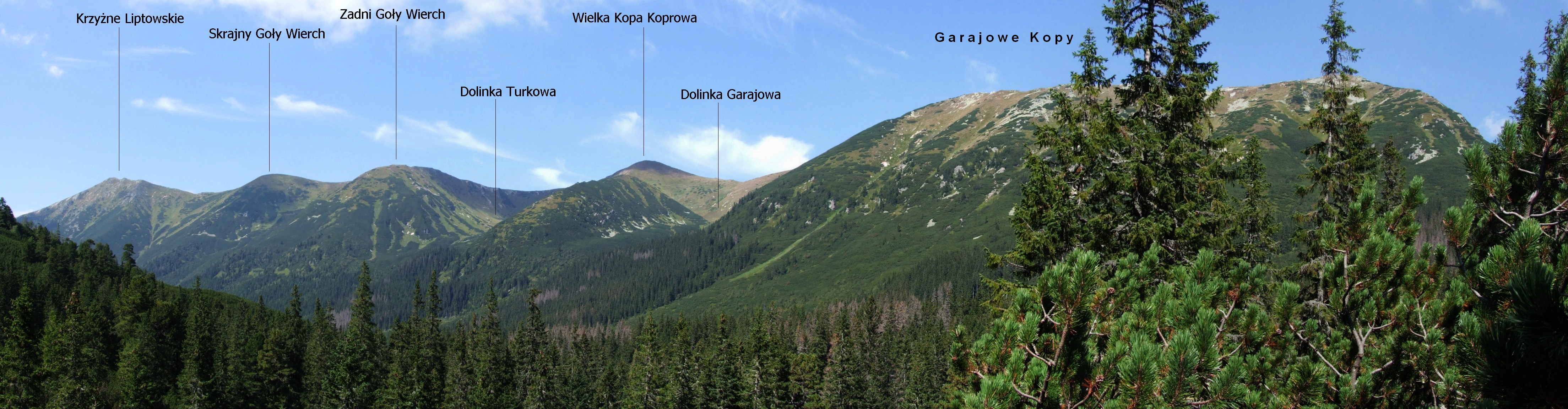
Położenie Dolinki Garajowej w grani Kop Liptowskich